# Szeged–Vedresháza-vasútvonal
A Szeged (Újszeged)-Vedresháza vasútvonal a korábbi Szeged-Karlova vasútvonal (835) 1920 után Magyarországon csonkán maradt szakasza volt. A menetrendi mezőben a 156-os számot viselte (az 1943-as menetrendben a 157-es mezőben szerepel).

## Kezdetektől 1939-ig
Az eredeti vasútvonalat a Szeged-Karlovai HÉV társaság építette és 1897. szeptember 26-án nyitották meg a forgalom előtt. Szőreg állomásig közös pályán haladt a Szeged-Temesvár vasútvonallal (790), majd innen délre fordulva haladt Gyála-Törökkanizsa útirányon át Karlova felé.
Az 1920-as trianoni határok meghúzása után Gyála és az innen délre haladó vonalszakasz a Szerb-Horvát-Szlovén Királysághoz (később Jugoszlávia) került, a Magyarországon maradt szakaszon csak a határhoz közel eső Vedresháza megállóhelyig (Vedresházapuszta) volt vasúti forgalom. A rövidke, alig 9 km-es vonal a menetrendben a 156-os számot kapta. A határon átvezető pályaszakasz ekkor még megvolt.

## 1945 után

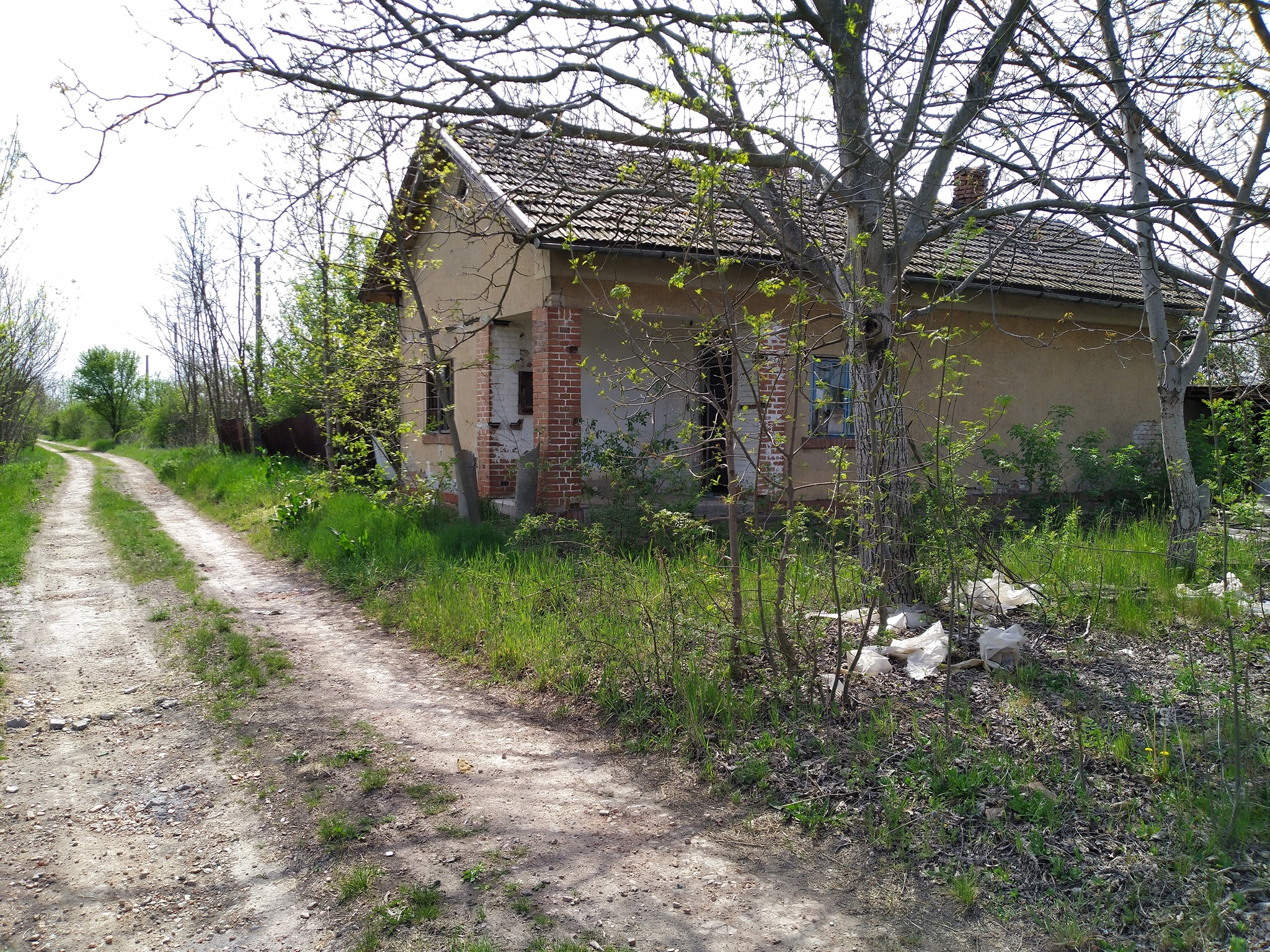
Vedresháza egykori megállóhely elhagyatott épülete 2020-ban.

A második világháború idején 1945-ig a bácskai és bánáti jugoszláv területek rövid ideig ismét Magyarországhoz tartoztak, így a vonalon ismét végigközlekedtek a vonatok Törökkanizsa felé. 1945 után az eredeti trianoni határok kerültek megállapításra, így a vonal ismét Vedresházáig rövidült és a megállóhelytől a határig tartó, illetve az azon áthaladó pályaszakaszt 1946-ban felszedték, így a vonal a déli végpontján csonkán végződött, kitérővágány és körüljárási lehetőség nem volt. A szegedi vasúti híd 1944-es felrobbantása után még egy ideig, 1946-ig volt átmenő forgalom egy ideiglenes fahídon Szeged és Újszeged között, de a fahíd elbontása után minden vasúti kapcsolat megszűnt a két part között. A vedresházi vonal így Újszegedig rövidült, a vonalhossz kb.6 km-re csökkent.

## Megszűnése
Az 1959-60-as első nagy hazai vonalbezárási hullámban a határok által elvágott, csonkán maradt rövidke zsákvonalakat zárták be és erre a sorsra jutott a vedresházi vonal is, amelyen 1959. október 1-én szűnt meg a forgalom, az alacsony kihasználtságra hivatkozva. Az üzemen kívül maradt vasúti pályát 1961-ben szedték föl.
A Szőregtől délre eső volt önálló vonalszakaszon Vedresháza egykori megállóhelyének épülete lakóházként még megvan, illetve az egykori Tiszasziget-Újszentiván állomás épülete is létezik felújított állapotban, ma gondozási központként működik.
A nyomvonal földútként végig megvan, Újszentiván belterületén egy utca (Kökény utca) halad a helyén. Szőregnél az elágazás után egy rövid szakaszon a fővonalról lefutó töltés is megvan.

## Állomások, megállóhelyek
| Állomás/megállóhely             | Csatlakozó vonalak           | Megjegyzés                         |
| ------------------------------- | ---------------------------- | ---------------------------------- |
| Szeged                          | 135, 136, 140, 121 (1946-ig) | 1946-ig a vonal belső végállomása  |
| Újszeged állomás                | 121                          | 1946-tól a vonal belső végállomása |
| Újszőreg megállóhely            | 121                          |                                    |
| Szőreg állomás                  | 121                          |                                    |
| Tiszasziget-Újszentiván állomás | -                            |                                    |
| Vedresháza megállóhely          | -                            | végállomás 1959.okt.1.-ig          |